# Psallus wagneri
Psallus wagneri är en insektsart som beskrevs av Ossiannilsson 1953. Psallus wagneri ingår i släktet Psallus, och familjen ängsskinnbaggar. Arten är reproducerande i Sverige.